# 水江镇 (宜春市)
水江乡，是中华人民共和国江西省宜春市袁州区下辖的一个乡镇级行政单位。

## 行政区划
水江镇下辖以下地区：
水江村、集福村、新村、上洞村、小洞村、沧溪村、快荣村、中源村、塘下村和畔龙村。